# Richard B. Vail
Richard Bernard Vail (* 31. August 1895 in Chicago, Illinois; † 29. Juli 1955 ebenda) war ein US-amerikanischer Politiker. Zwischen 1947 und 1949 sowie nochmals von 1951 und 1953 vertrat er den Bundesstaat Illinois im US-Repräsentantenhaus.

## Werdegang
Richard Vail besuchte die öffentlichen Schulen seiner Heimat, die School of Commerce, das Chicago Technical College und die John Marshall Law School. Während des Ersten Weltkrieges war er Leutnant in einer Infanterieeinheit der US Army. Danach arbeitete er in der Stahlherstellung. Gleichzeitig schlug er als Mitglied der Republikanischen Partei eine politische Laufbahn ein.
Bei den Kongresswahlen des Jahres 1946 wurde Vail im zweiten Wahlbezirk von Illinois in das US-Repräsentantenhaus in Washington, D.C. gewählt, wo er am 3. Januar 1947 die Nachfolge von William A. Rowan antrat. Da er im Jahr 1948 gegen Barratt O’Hara verlor, konnte er bis zum 3. Januar 1949 zunächst nur eine Legislaturperiode im Kongress absolvieren. Zwei Jahre später wurde er erneut im zweiten Distrikt in den Kongress gewählt, wo er am 3. Januar 1951 O’Hara wieder ablöste. Da er 1952 nicht bestätigt wurde, konnte er bis zum 3. Januar 1953 nur eine weitere Amtszeit im Repräsentantenhaus verbringen. In diese Zeit fiel unter anderem der Koreakrieg.
1954 bewarb er sich erfolglos um die erneute Rückkehr in den Kongress. Damals war er Vorstandsvorsitzender der Firma Vail Manufacturing Co. Richard Vail starb am 29. Juli 1955 in Chicago.